# Streef
Streef is een voormalig stadsvervoerbedrijf en touringcarbedrijf uit Culemborg.
Streef reed sinds 1935 een paardenomnibus voor boeren uit de omgeving om hun handelswaar in de stad te kunnen verkopen en sinds 1945 een stadsbusdienst tussen de kern van Culemborg en het net buiten de bebouwde kom gelegen station Culemborg. Daarnaast werd gereden voor derden zoals arbeidersvervoer, dagtochten en schoolkinderen. Op het hoogtepunt in de jaren zeventig bestond het wagenpark uit 29 bussen waaronder één standaardstadsbus.    
In 1982 volgde surseance van betaling maar omdat er nog steeds winst werd gemaakt besloot de curator tot een doorstart. Streef zette het bedrijf voort met 13 bussen voor dagtochten, schoolvervoer en derden. 
De stadsdienst werd op 1 oktober 1982 met de stadsstandaardbus overgedragen aan de Zuidooster en niet zo lang daarna opgeheven wegens bezwaar omwonende tegen de overlast van de grote bussen in de nauwe binnenstad. Sindsdien rijden uitsluitend streekbuslijnen het vervoer in Culemborg. 
Het bedrijf 'Streef Reizen' bestaat niet meer. Taxibedrijf Voet uit Culemborg nam Citax uit Tiel en later Streef Reizen over. Streef Reizen is daarna weer in februari 2017 overgenomen van Voet door Krol uit Tiel. Krol uit Tiel heeft ook het touringcarbedrijf Jan Hol uit Geldermalsen overgenomen. 